# بابک بهروان
بابک (پارسی میانه: Papak/Pabag) یک دیوان‌سالار ساسانی در سده ۶ میلادی بود که بیش‌تر به‌واسطهٔ نقش کلیدی‌اش در اصلاحات ارتش شاهنشاهی ساسانی در دوران پادشاهی خسرو انوشیروان شناخته می‌شود.

## نام
طبری نام او را «بابک بن بهروان»  ذکر کرده‌ است؛ تئودور نلدکه نام پدر بابک را بِیرَوان می‌داند و احمد تفضلی نام پدر او را بِهرُوان می‌داند؛ محمدتقی بهار نام پدر بابک را بیرو می‌داند؛ او این‌گونه شرح می‌دهد که بیرو، شکل جایگزین نام ویرو است؛ ویرو یک نام مردانهٔ پارسی است که به عنوان برادر رامین در داستان ویس و رامین از آن استفاده شده است. پسوند «ان» در نام پدر او در «بهروان» و «بیروان»، می‌تواند به معنای «پسر کسی بودن» باشد؛ یعنی بابک پسر بیرو. بابک معرب نام «پابگ» در زبان پارسی میانه است.

## پیشه
طبری، بابک را نجیب‌زاده‌ای معرفی می‌کند که به واسطهٔ سخاوت و کفایتش شناخته می‌شده است. از او به عنوان یکی از دبیرها یاد شده است اما طبق روایت شاهنامه، او موبد بوده است. خسرو انوشیروان در پی تلاش برای انجام اصلاحات در ارتش و ایجاد یک ارتش دائمی و آماده، بابک را به عنوان مسئول وزارت جنگجویان (به پارسی میانه: دیوان گُند) (به عربی: دیوان الجند، دیوان المقاتلة) منصوب کرد؛ هم‌چنین فهرستی برای تجهیز قوای اسواران نوشته شد.
داستانی در کتاب تاریخ طبری و شاهنامه روایت شده است مبنی بر آن‌که قرار بوده سواره‌نظام اسواران، در رژه‌ای در مقابل بابک، برای بررسی و بازرسی وضعیت و تجهیزات، حاضر شوند و خود را آماده کنند؛ آن‌ها در مقابل بابک حاضر شدند، اما او آن‌ها را برگرداند و دستور داد تا «همگان» از جمله پادشاه خسرو انوشیروان زره پوشیده و آماده، در روز بعد حاضر شوند. در صورت عدم انجام، پادشاه حقوق سالیانه‌اش را که معادل پایهٔ حقوقی۴۰۰۰ درهم که مخصوص افسر سوارکار به علاوهٔ یک مقدار بیش‌تر درهم بود، دریافت نخواهد کرد. خسرو انوشیروان این امر را پذیرفت و به این کار تن داد؛ او کاملاً مسلح شده و آماده در رژهٔ روز بعد شرکت کرد؛ این داستان نشان‌گر آن است که همه، از جمله پادشاه، در برابر قانون یکسان بودند.